# 彭比納鎮區 (明尼蘇達州馬諾門縣)
彭比納鎮區（英語：Pembina Township）是位於美國明尼蘇達州馬諾門縣的一個行政鎮區。

## 地方資料
彭比納鎮區的面積為94.30平方千米，當中陸地面積為94.07平方千米，而水域面積為0.23平方千米。根據2020年美國人口普查的數據，當地共有人口621人，而人口密度為每平方千米6.59人。